# FIFA-Klub-Weltmeisterschaft 2025
Die FIFA-Klub-Weltmeisterschaft 2025 (englisch FIFA Club World Cup 25, spanisch Mundial de Clubes FIFA 25) war ein weltweiter Fußballwettbewerb für Vereinsmannschaften. Der Wettbewerb wurde mit 32 Mannschaften ausgetragen und fand vom 14. Juni bis 13. Juli 2025 in den Vereinigten Staaten statt.
Der FC Chelsea gewann das Finale gegen Paris Saint-Germain mit 3:0.
Nachdem bereits von 2000 bis 2023 insgesamt 20 Austragungen der Klub-Weltmeisterschaft mit in der Regel sieben Teilnehmern und seit 2005 jährlich stattgefunden hatten, wählte die FIFA ab 2025 ein neues Format mit 32 Mannschaften in einem geplanten Vier-Jahres-Rhythmus. Die FIFA betrachtet die Klub-WM 2025 als neuen Wettbewerb und damit dessen erste Austragung.

## Modus
Für die erweiterte Klub-Weltmeisterschaft gab es einen neuen Modus. Die Anzahl der Teilnehmer stieg von bisher sieben auf 32 Mannschaften. Die OFC (Ozeanien) erhielt einen Platz, die AFC (Asien), die CAF (Afrika) und die CONCACAF (Nord- und Mittelamerika sowie die Karibik) erhielten jeweils vier Plätze, die CONMEBOL (Südamerika) sechs Plätze und die UEFA (Europa) zwölf Plätze. Bei den Konföderationen, die mindestens vier Startplätzen besaßen, wurden die ersten vier Plätze an die vier Sieger der höchsten Kontinentalwettbewerbe der Jahre 2020/21 bis 2023/24 vergeben. Weitere Plätze ergaben sich über ein kontinentales Ranking, das dem FIFA-Clubranking in demselben Vier-Jahres-Zeitraum entsprach. Dabei durften an dem Turnier aber maximal zwei Mannschaften pro Nation teilnehmen, es sei denn, mehr als zwei Mannschaften eines Landes gewannen in dem Vier-Jahres-Zeitraum den höchsten Kontinentalwettbewerb der jeweiligen Konföderation. Weiter erhielt das Gastgeberland, 2025 die Vereinigten Staaten, einen Extraplatz.
Der neue Spielplan sah eine Gruppenphase mit acht Vierergruppen vor, in der eine Einfachrunde gespielt wurde. Mit Ausnahme der UEFA konnte jede Konföderation in einer Gruppe maximal einmal vertreten sein. Da die UEFA mit zwölf Mannschaften vertreten war, gab es vier Gruppen mit jeweils zwei europäischen Mannschaften. Die beiden besten Mannschaften jeder Gruppe qualifizierten sich für das Achtelfinale. Von da an wurde bis zum Finale im K.-o.-System weitergespielt. Das „kleine Finale“ um Platz drei wurde nicht ausgespielt.
Die Spiele wurden überwiegend an der Ostküste ausgetragen. Hintergrund war der ebenfalls in den USA ausgetragene CONCACAF Gold Cup, der sich zeitlich mit der Klub-WM überschnitt, sowie die geringere Zeitverschiebung zu Europa, das mehr als ein Drittel der Teilnehmer stellte. Die jeweiligen Veranstalter FIFA und CONCACAF hatten eine räumliche und zeitliche Trennung von Spielorten und Anstoßzeiten vorgesehen. Deshalb fanden die Spiele des Gold Cups größtenteils an der Westküste der Vereinigten Staaten statt.

## Teilnehmer
Es haben sich die folgenden Mannschaften qualifiziert:
| Urawa Red Diamonds |

| al-Hilal |

| Ulsan HD FC |

| Al Ain Club |

| al Ahly SC |

| Wydad Casablanca |

| Espérance Tunis |

| Mamelodi Sundowns |

| CF Monterrey |

| Club León |

| Seattle Sounders |

| CF Pachuca |

| Inter Miami |

| Los Angeles FC |

| Flamengo/ Fluminense/ Botafogo FR |

| Palmeiras |

| River Plate/ Boca Juniors |

| Auckland City FC |

| Manchester City |

| FC Chelsea |

| Real Madrid/ Atlético Madrid |

| FC Porto |

| Benfica Lissabon |

| FC Bayern München |

| Borussia Dortmund |

| Inter Mailand |

| Juventus Turin |

| Paris Saint-Germain |

| FC Red Bull Salzburg |

| Kontinentalverband | Klub                      | Qualifikation                                     |
| ------------------ | ------------------------- | ------------------------------------------------- |
| AFC                | al-Hilal                  | AFC Champions League 2021                         |
| AFC                | Urawa Red Diamonds        | AFC Champions League 2022/23                      |
| AFC                | al Ain Club               | AFC Champions League 2023/24                      |
| AFC                | Ulsan HD FC               | AFC-Rangliste                                     |
| CAF                | al Ahly SC                | CAF Champions League 2020/21, 2022/23 und 2023/24 |
| CAF                | Wydad Casablanca          | CAF Champions League 2021/22                      |
| CAF                | Espérance Tunis           | CAF-Rangliste                                     |
| CAF                | Mamelodi Sundowns         | CAF-Rangliste                                     |
| CONCACAF           | CF Monterrey              | CONCACAF Champions League 2021                    |
| CONCACAF           | Seattle Sounders          | CONCACAF Champions League 2022                    |
| CONCACAF           | Club León                 | CONCACAF Champions League 2023                    |
| CONCACAF           | Los Angeles FC            | CONCACAF Champions League 2023 (2. Platz)         |
| CONCACAF           | CF Pachuca                | CONCACAF Champions Cup 2024                       |
| CONCACAF           | Inter Miami               | MLS Supporters’ Shield 2024                       |
| CONMEBOL           | Palmeiras São Paulo       | Copa Libertadores 2021                            |
| CONMEBOL           | Flamengo Rio de Janeiro   | Copa Libertadores 2022                            |
| CONMEBOL           | Fluminense Rio de Janeiro | Copa Libertadores 2023                            |
| CONMEBOL           | Botafogo FR               | Copa Libertadores 2024                            |
| CONMEBOL           | River Plate               | CONMEBOL-Rangliste                                |
| CONMEBOL           | Boca Juniors              | CONMEBOL-Rangliste                                |
| OFC                | Auckland City FC          | OFC-Rangliste                                     |
| UEFA               | FC Chelsea                | UEFA Champions League 2020/21                     |
| UEFA               | Real Madrid               | UEFA Champions League 2021/22 und 2023/24         |
| UEFA               | Manchester City           | UEFA Champions League 2022/23                     |
| UEFA               | FC Bayern München         | UEFA-Rangliste                                    |
| UEFA               | Paris Saint-Germain       | UEFA-Rangliste                                    |
| UEFA               | Borussia Dortmund         | UEFA-Rangliste                                    |
| UEFA               | Inter Mailand             | UEFA-Rangliste                                    |
| UEFA               | FC Porto                  | UEFA-Rangliste (1)                                |
| UEFA               | Atlético Madrid           | UEFA-Rangliste (1)                                |
| UEFA               | Benfica Lissabon          | UEFA-Rangliste (2)                                |
| UEFA               | Juventus Turin            | UEFA-Rangliste (2)                                |
| UEFA               | FC Red Bull Salzburg      | UEFA-Rangliste (3)                                |

Am 21. März 2025 schloss die FIFA den mexikanischen Vertreter Club León aus. Der Grund dafür sind nicht erfüllte Kriterien zum Besitz mehrerer Fußballklubs. José de Jesus Martinez Patino, Eigentümer des Club León, ist auch Besitzer des CF Pachuca, der sich ebenfalls für den Wettbewerb qualifiziert hat. Club León legte gegen das Urteil Einspruch ein. Am 6. Mai 2025 bestätigte der Internationale Sportgerichtshof (CAS) den Ausschluss. Der Nachrücker wurde in einem Entscheidungsspiel zwischen dem Los Angeles FC (unterlegener Finalist der CONCACAF Champions League 2023) und dem mexikanischen Club América (bestplatzierter noch nicht qualifizierter Klub der CONCACAF-Rangliste) ermittelt, welches der Los Angeles FC für sich entscheiden konnte (2:1 n. V.).

## Spielstätten
Am 28. September 2024 wurden in New York die zwölf Stadien (in elf Städten) für das Turnier vorgestellt. Das Endspiel sollte am 13. Juli 2025 im MetLife Stadium in East Rutherford (New York Metropolitan Area) stattfinden. Aufgrund des zeitgleich ebenfalls in den USA stattfindenden CONCACAF Gold Cup sind die Spielorte größtenteils an der Ostküste der USA, während der Gold Cup überwiegend an der Westküste ausgetragen wurde.
| Atlanta |

| East Rutherford |

| Charlotte |

| Cincinnati |

| Miami Gardens |

| Nashville |

| Orlando (2) |

| Pasadena |

| Philadelphia |

| Seattle |

| Washington, D.C. |

| Stadion                 | Stadt                                                | Kapazität | Bild |
| ----------------------- | ---------------------------------------------------- | --------- | ---- |
| Audi Field              | Washington, D.C.                                     | 20.000    |      |
| Bank of America Stadium | Charlotte, North Carolina                            | 75.000    |      |
| Camping World Stadium   | Orlando, Florida                                     | 65.000    |      |
| Geodis Park             | Nashville, Tennessee                                 | 30.000    |      |
| Hard Rock Stadium       | Miami Gardens, Metropolregion Miami, Florida         | 65.000    |      |
| Inter&Co Stadium        | Orlando, Florida                                     | 25.000    |      |
| Lincoln Financial Field | Philadelphia, Pennsylvania                           | 69.000    |      |
| Lumen Field             | Seattle, Washington                                  | 69.000    |      |
| Mercedes-Benz Stadium   | Atlanta, Georgia                                     | 75.000    |      |
| MetLife Stadium         | East Rutherford, Metropolregion New York, New Jersey | 82.500    |      |
| Rose Bowl Stadium       | Pasadena, Metropolregion Los Angeles, Kalifornien    | 88.500    |      |
| TQL Stadium             | Cincinnati, Ohio                                     | 26.000    |      |

## Gruppenphase

### Gruppe A
| Pl. | Verein              | Sp. | S | U | N | Tore    | Diff. | Punkte |
| --- | ------------------- | --- | - | - | - | ------- | ----- | ------ |
| 1.  | Palmeiras São Paulo | 3   | 1 | 2 | 0 | 004:200 | +2    | 05     |
| 2.  | Inter Miami         | 3   | 1 | 2 | 0 | 004:300 | +1    | 05     |
| 3.  | FC Porto            | 3   | 0 | 2 | 1 | 005:600 | −1    | 02     |
| 4.  | al Ahly SC          | 3   | 0 | 2 | 1 | 004:600 | −2    | 02     |

| 14. Juni 2025, 20:00 Uhr (15. Juni, 2:00 Uhr MESZ) in Miami Gardens   |   |                     |           |
| al Ahly SC                                                            | – | Inter Miami         | 0:0       |
| 15. Juni 2025, 18:00 Uhr (16. Juni, 0:00 Uhr MESZ) in East Rutherford |   |                     |           |
| Palmeiras São Paulo                                                   | – | FC Porto            | 0:0       |
| 19. Juni 2025, 12:00 Uhr (18:00 Uhr MESZ) in East Rutherford          |   |                     |           |
| Palmeiras São Paulo                                                   | – | al Ahly SC          | 2:0 (0:0) |
| 19. Juni 2025, 15:00 Uhr (21:00 Uhr MESZ) in Atlanta                  |   |                     |           |
| Inter Miami                                                           | – | FC Porto            | 2:1 (0:1) |
| 23. Juni 2025, 21:00 Uhr (24. Juni, 3:00 Uhr MESZ) in Miami Gardens   |   |                     |           |
| Inter Miami                                                           | – | Palmeiras São Paulo | 2:2 (1:0) |
| 23. Juni 2025, 21:00 Uhr (24. Juni, 3:00 Uhr MESZ) in East Rutherford |   |                     |           |
| FC Porto                                                              | – | al Ahly SC          | 4:4 (1:2) |

### Gruppe B
| Pl. | Verein              | Sp. | S | U | N | Tore    | Diff. | Punkte |
| --- | ------------------- | --- | - | - | - | ------- | ----- | ------ |
| 1. | Paris Saint-Germain | 3   | 2 | 0 | 1 | 006:100 | +5    | 06     |
| 2. | Botafogo FR         | 3   | 2 | 0 | 1 | 003:200 | +1    | 06     |
| 3. | Atlético Madrid     | 3   | 2 | 0 | 1 | 004:500 | −1    | 06     |
| 4. | Seattle Sounders    | 3   | 0 | 0 | 3 | 002:700 | −5    | 0      |
| Für die Platzierung war die Tordifferenz im direkten Vergleich ausschlaggebend (Paris Saint-Germain +3, Botafogo FR 0, Atlético Madrid -3). |                     |     |   |   |   |         |       |        |

| 15. Juni 2025, 12:00 Uhr (21:00 Uhr MESZ) in Pasadena          |   |                     |           |
| Paris Saint-Germain                                            | – | Atlético Madrid     | 4:0 (2:0) |
| 15. Juni 2025, 19:00 Uhr (16. Juni, 4:00 Uhr MESZ) in Seattle  |   |                     |           |
| Botafogo FR                                                    | – | Seattle Sounders    | 2:1 (2:0) |
| 19. Juni 2025, 15:00 Uhr (20. Juni, 0:00 Uhr MESZ) in Seattle  |   |                     |           |
| Seattle Sounders                                               | – | Atlético Madrid     | 1:3 (0:1) |
| 19. Juni 2025, 18:00 Uhr (20. Juni, 3:00 Uhr MESZ) in Pasadena |   |                     |           |
| Paris Saint-Germain                                            | – | Botafogo FR         | 0:1 (0:1) |
| 23. Juni 2025, 12:00 Uhr (21:00 Uhr MESZ) in Seattle           |   |                     |           |
| Seattle Sounders                                               | – | Paris Saint-Germain | 0:2 (0:1) |
| 23. Juni 2025, 12:00 Uhr (21:00 Uhr MESZ) in Pasadena          |   |                     |           |
| Atlético Madrid                                                | – | Botafogo FR         | 1:0 (0:0) |

### Gruppe C
| Pl. | Verein            | Sp. | S | U | N | Tore    | Diff. | Punkte |
| --- | ----------------- | --- | - | - | - | ------- | ----- | ------ |
| 1.  | Benfica Lissabon  | 3   | 2 | 1 | 0 | 009:200 | +7    | 07     |
| 2.  | FC Bayern München | 3   | 2 | 0 | 1 | 012:200 | +10   | 06     |
| 3.  | Boca Juniors      | 3   | 0 | 2 | 1 | 004:500 | −1    | 02     |
| 4.  | Auckland City FC  | 3   | 0 | 1 | 2 | 001:170 | −16   | 01     |

| 15. Juni 2025, 12:00 Uhr (18:00 Uhr MESZ) in Cincinnati                 |   |                   |            |
| FC Bayern München                                                       | – | Auckland City FC  | 10:0 (6:0) |
| 16. Juni 2025, 18:00 Uhr (17. Juni, 0:00 Uhr MESZ) in Miami Gardens     |   |                   |            |
| Boca Juniors                                                            | – | Benfica Lissabon  | 2:2 (2:1)  |
| 20. Juni 2025, 12:00 Uhr (18:00 Uhr MESZ) in Orlando (Inter&Co Stadium) |   |                   |            |
| Benfica Lissabon                                                        | – | Auckland City FC  | 6:0 (1:0)  |
| 20. Juni 2025, 21:00 Uhr (21. Juni, 3:00 Uhr MESZ) in Miami Gardens     |   |                   |            |
| FC Bayern München                                                       | – | Boca Juniors      | 2:1 (1:0)  |
| 24. Juni 2025, 14:00 Uhr (21:00 Uhr MESZ) in Nashville                  |   |                   |            |
| Auckland City FC                                                        | – | Boca Juniors      | 1:1 (0:1)  |
| 24. Juni 2025, 15:00 Uhr (21:00 Uhr MESZ) in Charlotte                  |   |                   |            |
| Benfica Lissabon                                                        | – | FC Bayern München | 1:0 (1:0)  |

### Gruppe D
| Pl. | Verein                  | Sp. | S | U | N | Tore    | Diff. | Punkte |
| --- | ----------------------- | --- | - | - | - | ------- | ----- | ------ |
| 1.  | Flamengo Rio de Janeiro | 3   | 2 | 1 | 0 | 006:200 | +4    | 07     |
| 2.  | FC Chelsea              | 3   | 2 | 0 | 1 | 006:300 | +3    | 06     |
| 3.  | Espérance Tunis         | 3   | 1 | 0 | 2 | 001:500 | −4    | 03     |
| 4.  | Los Angeles FC          | 3   | 0 | 1 | 2 | 001:400 | −3    | 01     |

| 16. Juni 2025, 15:00 Uhr (21:00 Uhr MESZ) in Atlanta                                  |   |                         |           |
| FC Chelsea                                                                            | – | Los Angeles FC          | 2:0 (1:0) |
| 16. Juni 2025, 21:00 Uhr (17. Juni, 3:00 Uhr MESZ) in Philadelphia                    |   |                         |           |
| Flamengo Rio de Janeiro                                                               | – | Espérance Tunis         | 2:0 (1:0) |
| 20. Juni 2025, 14:00 Uhr (20:00 Uhr MESZ) in Philadelphia                             |   |                         |           |
| Flamengo Rio de Janeiro                                                               | – | FC Chelsea              | 3:1 (0:1) |
| 20. Juni 2025, 17:00 Uhr (21. Juni, 0:00 Uhr MESZ) in Nashville                       |   |                         |           |
| Los Angeles FC                                                                        | – | Espérance Tunis         | 0:1 (0:0) |
| 24. Juni 2025, 21:00 Uhr (25. Juni, 3:00 Uhr MESZ) in Orlando (Camping World Stadium) |   |                         |           |
| Los Angeles FC                                                                        | – | Flamengo Rio de Janeiro | 1:1 (0:0) |
| 24. Juni 2025, 21:00 Uhr (25. Juni, 3:00 Uhr MESZ) in Philadelphia                    |   |                         |           |
| Espérance Tunis                                                                       | – | FC Chelsea              | 0:3 (0:2) |

### Gruppe E
| Pl. | Verein             | Sp. | S | U | N | Tore    | Diff. | Punkte |
| --- | ------------------ | --- | - | - | - | ------- | ----- | ------ |
| 1.  | Inter Mailand      | 3   | 2 | 1 | 0 | 005:200 | +3    | 07     |
| 2.  | CF Monterrey       | 3   | 1 | 2 | 0 | 005:100 | +4    | 05     |
| 3.  | River Plate        | 3   | 1 | 1 | 1 | 003:300 | ±0    | 04     |
| 4.  | Urawa Red Diamonds | 3   | 0 | 0 | 3 | 002:900 | −7    | 0      |

| 17. Juni 2025, 12:00 Uhr (21:00 Uhr MESZ) in Seattle           |   |                    |           |
| River Plate                                                    | – | Urawa Red Diamonds | 3:1 (1:0) |
| 17. Juni 2025, 18:00 Uhr (18. Juni, 3:00 Uhr MESZ) in Pasadena |   |                    |           |
| CF Monterrey                                                   | – | Inter Mailand      | 1:1 (1:1) |
| 21. Juni 2025, 12:00 Uhr (21:00 Uhr MESZ) in Seattle           |   |                    |           |
| Inter Mailand                                                  | – | Urawa Red Diamonds | 2:1 (0:1) |
| 21. Juni 2025, 18:00 Uhr (22. Juni, 3:00 Uhr MESZ) in Pasadena |   |                    |           |
| River Plate                                                    | – | CF Monterrey       | 0:0       |
| 25. Juni 2025, 18:00 Uhr (26. Juni, 3:00 Uhr MESZ) in Seattle  |   |                    |           |
| Inter Mailand                                                  | – | River Plate        | 2:0 (0:0) |
| 25. Juni 2025, 18:00 Uhr (26. Juni, 3:00 Uhr MESZ) in Pasadena |   |                    |           |
| Urawa Red Diamonds                                             | – | CF Monterrey       | 0:4 (0:3) |

### Gruppe F
| Pl. | Verein                    | Sp. | S | U | N | Tore    | Diff. | Punkte |
| --- | ------------------------- | --- | - | - | - | ------- | ----- | ------ |
| 1.  | Borussia Dortmund         | 3   | 2 | 1 | 0 | 005:300 | +2    | 07     |
| 2.  | Fluminense Rio de Janeiro | 3   | 1 | 2 | 0 | 004:200 | +2    | 05     |
| 3.  | Mamelodi Sundowns         | 3   | 1 | 1 | 1 | 004:400 | ±0    | 04     |
| 4.  | Ulsan HD FC               | 3   | 0 | 0 | 3 | 002:600 | −4    | 0      |

| 17. Juni 2025, 12:00 Uhr (18:00 Uhr MESZ) in East Rutherford                     |   |                           |           |
| Fluminense Rio de Janeiro                                                        | – | Borussia Dortmund         | 0:0       |
| 17. Juni 2025, 18:00 Uhr (18. Juni, 0:00 Uhr MESZ) in Orlando (Inter&Co Stadium) |   |                           |           |
| Ulsan HD FC                                                                      | – | Mamelodi Sundowns         | 0:1 (0:1) |
| 21. Juni 2025, 12:00 Uhr (18:00 Uhr MESZ) in Cincinnati                          |   |                           |           |
| Mamelodi Sundowns                                                                | – | Borussia Dortmund         | 3:4 (1:3) |
| 21. Juni 2025, 18:00 Uhr (22. Juni, 0:00 Uhr MESZ) in East Rutherford            |   |                           |           |
| Fluminense Rio de Janeiro                                                        | – | Ulsan HD FC               | 4:2 (1:2) |
| 25. Juni 2025, 15:00 Uhr (21:00 Uhr MESZ) in Cincinnati                          |   |                           |           |
| Borussia Dortmund                                                                | – | Ulsan HD FC               | 1:0 (1:0) |
| 25. Juni 2025, 15:00 Uhr (21:00 Uhr MESZ) in Miami Gardens                       |   |                           |           |
| Mamelodi Sundowns                                                                | – | Fluminense Rio de Janeiro | 0:0       |

### Gruppe G
| Pl. | Verein           | Sp. | S | U | N | Tore    | Diff. | Punkte |
| --- | ---------------- | --- | - | - | - | ------- | ----- | ------ |
| 1.  | Manchester City  | 3   | 3 | 0 | 0 | 013:200 | +11   | 09     |
| 2.  | Juventus Turin   | 3   | 2 | 0 | 1 | 011:600 | +5    | 06     |
| 3.  | al Ain Club      | 3   | 1 | 0 | 2 | 002:120 | −10   | 03     |
| 4.  | Wydad Casablanca | 3   | 0 | 0 | 3 | 002:800 | −6    | 0      |

| 18. Juni 2025, 12:00 Uhr (18:00 Uhr MESZ) in Philadelphia                    |   |                  |           |
| Manchester City                                                              | – | Wydad Casablanca | 2:0 (2:0) |
| 18. Juni 2025, 21:00 Uhr (19. Juni, 3:00 Uhr MESZ) in Washington, D.C.       |   |                  |           |
| al Ain Club                                                                  | – | Juventus Turin   | 0:5 (0:4) |
| 22. Juni 2025, 12:00 Uhr (18:00 Uhr MESZ) in Philadelphia                    |   |                  |           |
| Juventus Turin                                                               | – | Wydad Casablanca | 4:1 (2:1) |
| 22. Juni 2025, 21:00 Uhr (23. Juni, 3:00 Uhr MESZ) in Atlanta                |   |                  |           |
| Manchester City                                                              | – | al Ain Club      | 6:0 (3:0) |
| 26. Juni 2025, 15:00 Uhr (21:00 Uhr MESZ) in Orlando (Camping World Stadium) |   |                  |           |
| Juventus Turin                                                               | – | Manchester City  | 2:5 (1:2) |
| 26. Juni 2025, 15:00 Uhr (21:00 Uhr MESZ) in Washington, D.C.                |   |                  |           |
| Wydad Casablanca                                                             | – | al Ain Club      | 1:2 (1:1) |

### Gruppe H
| Pl. | Verein               | Sp. | S | U | N | Tore    | Diff. | Punkte |
| --- | -------------------- | --- | - | - | - | ------- | ----- | ------ |
| 1.  | Real Madrid          | 3   | 2 | 1 | 0 | 007:200 | +5    | 07     |
| 2.  | al-Hilal             | 3   | 1 | 2 | 0 | 003:100 | +2    | 05     |
| 3.  | FC Red Bull Salzburg | 3   | 1 | 1 | 1 | 002:400 | −2    | 04     |
| 4.  | CF Pachuca           | 3   | 0 | 0 | 3 | 002:700 | −5    | 0      |

| 18. Juni 2025, 15:00 Uhr (21:00 Uhr MESZ) in Miami Gardens             |   |                      |           |
| Real Madrid                                                            | – | al-Hilal             | 1:1 (1:1) |
| 18. Juni 2025, 18:00 Uhr (19. Juni, 0:00 Uhr MESZ) in Cincinnati       |   |                      |           |
| CF Pachuca                                                             | – | FC Red Bull Salzburg | 1:2 (0:1) |
| 22. Juni 2025, 15:00 Uhr (21:00 Uhr MESZ) in Charlotte                 |   |                      |           |
| Real Madrid                                                            | – | CF Pachuca           | 3:1 (2:0) |
| 22. Juni 2025, 18:00 Uhr (23. Juni, 0:00 Uhr MESZ) in Washington, D.C. |   |                      |           |
| FC Red Bull Salzburg                                                   | – | al-Hilal             | 0:0       |
| 26. Juni 2025, 20:00 Uhr (27. Juni, 3:00 Uhr MESZ) in Nashville        |   |                      |           |
| al-Hilal                                                               | – | CF Pachuca           | 2:0 (1:0) |
| 26. Juni 2025, 21:00 Uhr (27. Juni, 3:00 Uhr MESZ) in Philadelphia     |   |                      |           |
| FC Red Bull Salzburg                                                   | – | Real Madrid          | 0:3 (0:2) |

## Finalrunde

### Spielplan
|  | Achtelfinale              | Achtelfinale |                           |                     | Viertelfinale     | Viertelfinale |  |  | Halbfinale | Halbfinale |  |  | Finale | Finale |
|  |                           |              |                           |                     |                   |               |  |  |            |            |  |  |        |        |
|  |                           |              |                           |                     |                   |               |  |  |            |            |  |  |        |        |
|  | Inter Mailand             | 0            |                           |                     |                   |               |  |  |            |            |  |  |        |        |
|  | Fluminense Rio de Janeiro | 2            |                           |                     |                   |               |  |  |            |            |  |  |        |        |
|  | Fluminense Rio de Janeiro | 2            | Fluminense Rio de Janeiro | 2                   |                   |               |  |  |            |            |  |  |        |        |
|  |                           |              | Fluminense Rio de Janeiro | 2                   |                   |               |  |  |            |            |  |  |        |        |
|  |                           |              |                           |                     | al-Hilal          | 1             |  |  |            |            |  |  |        |        |
|  | Manchester City           | 3            |                           |                     | al-Hilal          | 1             |  |  |            |            |  |  |        |        |
|  | Manchester City           | 3            |                           |                     |                   |               |  |  |            |            |  |  |        |        |
|  | al-Hilal                  | V4V          |                           |                     |                   |               |  |  |            |            |  |  |        |        |
|  | al-Hilal                  | V4V          | Fluminense Rio de Janeiro | 0                   |                   |               |  |  |            |            |  |  |        |        |
|  |                           |              | Fluminense Rio de Janeiro | 0                   |                   |               |  |  |            |            |  |  |        |        |
|  |                           |              |                           | FC Chelsea          | 2                 |               |  |  |            |            |  |  |        |        |
|  | Palmeiras São Paulo       | V1V          |                           | FC Chelsea          | 2                 |               |  |  |            |            |  |  |        |        |
|  | Palmeiras São Paulo       | V1V          |                           |                     |                   |               |  |  |            |            |  |  |        |        |
|  | Botafogo FR               | 0            |                           |                     |                   |               |  |  |            |            |  |  |        |        |
|  | Botafogo FR               | 0            | Palmeiras São Paulo       | 1                   |                   |               |  |  |            |            |  |  |        |        |
|  |                           |              | Palmeiras São Paulo       | 1                   |                   |               |  |  |            |            |  |  |        |        |
|  |                           |              |                           |                     | FC Chelsea        | 2             |  |  |            |            |  |  |        |        |
|  | Benfica Lissabon          | 1            |                           |                     | FC Chelsea        | 2             |  |  |            |            |  |  |        |        |
|  | Benfica Lissabon          | 1            |                           |                     |                   |               |  |  |            |            |  |  |        |        |
|  | FC Chelsea                | V4V          |                           |                     |                   |               |  |  |            |            |  |  |        |        |
|  | FC Chelsea                | V4V          | FC Chelsea                | 3                   |                   |               |  |  |            |            |  |  |        |        |
|  |                           |              | FC Chelsea                | 3                   |                   |               |  |  |            |            |  |  |        |        |
|  |                           |              |                           | Paris Saint-Germain | 0                 |               |  |  |            |            |  |  |        |        |
|  | Paris Saint-Germain       | 4            |                           | Paris Saint-Germain | 0                 |               |  |  |            |            |  |  |        |        |
|  | Paris Saint-Germain       | 4            |                           |                     |                   |               |  |  |            |            |  |  |        |        |
|  | Inter Miami               | 0            |                           |                     |                   |               |  |  |            |            |  |  |        |        |
|  | Inter Miami               | 0            | Paris Saint-Germain       | 2                   |                   |               |  |  |            |            |  |  |        |        |
|  |                           |              | Paris Saint-Germain       | 2                   |                   |               |  |  |            |            |  |  |        |        |
|  |                           |              |                           |                     | FC Bayern München | 0             |  |  |            |            |  |  |        |        |
|  | Flamengo Rio de Janeiro   | 2            |                           |                     | FC Bayern München | 0             |  |  |            |            |  |  |        |        |
|  | Flamengo Rio de Janeiro   | 2            |                           |                     |                   |               |  |  |            |            |  |  |        |        |
|  | FC Bayern München         | 4            |                           |                     |                   |               |  |  |            |            |  |  |        |        |
|  | FC Bayern München         | 4            | Paris Saint-Germain       | 4                   |                   |               |  |  |            |            |  |  |        |        |
|  |                           |              | Paris Saint-Germain       | 4                   |                   |               |  |  |            |            |  |  |        |        |
|  |                           |              |                           | Real Madrid         | 0                 |               |  |  |            |            |  |  |        |        |
|  | Real Madrid               | 1            |                           | Real Madrid         | 0                 |               |  |  |            |            |  |  |        |        |
|  | Real Madrid               | 1            |                           |                     |                   |               |  |  |            |            |  |  |        |        |
|  | Juventus Turin            | 0            |                           |                     |                   |               |  |  |            |            |  |  |        |        |
|  | Juventus Turin            | 0            | Real Madrid               | 3                   |                   |               |  |  |            |            |  |  |        |        |
|  |                           |              | Real Madrid               | 3                   |                   |               |  |  |            |            |  |  |        |        |
|  |                           |              |                           |                     | Borussia Dortmund | 2             |  |  |            |            |  |  |        |        |
|  | Borussia Dortmund         | 2            |                           |                     | Borussia Dortmund | 2             |  |  |            |            |  |  |        |        |
|  | Borussia Dortmund         | 2            |                           |                     |                   |               |  |  |            |            |  |  |        |        |
|  | CF Monterrey              | 1            |                           |                     |                   |               |  |  |            |            |  |  |        |        |

V Sieg nach Verlängerung

### Achtelfinale
| 28. Juni 2025, 12:00 Uhr (18:00 Uhr MESZ) in Philadelphia                            |   |                           |                      |
| Palmeiras São Paulo                                                                  | – | Botafogo FR               | 1:0 n. V.            |
| 28. Juni 2025, 16:00 Uhr (22:00 Uhr MESZ) in Charlotte                               |   |                           |                      |
| Benfica Lissabon                                                                     | – | FC Chelsea                | 1:4 n. V. (1:1, 0:0) |
| 29. Juni 2025, 12:00 Uhr (18:00 Uhr MESZ) in Atlanta                                 |   |                           |                      |
| Paris Saint-Germain                                                                  | – | Inter Miami               | 4:0 (4:0)            |
| 29. Juni 2025, 16:00 Uhr (22:00 Uhr MESZ) in Miami Gardens                           |   |                           |                      |
| Flamengo Rio de Janeiro                                                              | – | FC Bayern München         | 2:4 (1:3)            |
| 30. Juni 2025, 15:00 Uhr (21:00 Uhr MESZ) in Charlotte                               |   |                           |                      |
| Inter Mailand                                                                        | – | Fluminense Rio de Janeiro | 0:2 (0:1)            |
| 30. Juni 2025, 21:00 Uhr (1. Juli, 3:00 Uhr MESZ) in Orlando (Camping World Stadium) |   |                           |                      |
| Manchester City                                                                      | – | al-Hilal                  | 3:4 n. V. (2:2, 1:0) |
| 1. Juli 2025, 15:00 Uhr (21:00 Uhr MESZ) in Miami Gardens                            |   |                           |                      |
| Real Madrid                                                                          | – | Juventus Turin            | 1:0 (0:0)            |
| 1. Juli 2025, 21:00 Uhr (2. Juli, 3:00 Uhr MESZ) in Atlanta                          |   |                           |                      |
| Borussia Dortmund                                                                    | – | CF Monterrey              | 2:1 (2:0)            |

### Viertelfinale
| 4. Juli 2025, 15:00 Uhr (21:00 Uhr MESZ) in Orlando (Camping World Stadium) |   |                   |           |
| Fluminense Rio de Janeiro                                                   | – | al-Hilal          | 2:1 (1:0) |
| 4. Juli 2025, 21:00 Uhr (5. Juli, 3:00 Uhr MESZ) in Philadelphia            |   |                   |           |
| Palmeiras São Paulo                                                         | – | FC Chelsea        | 1:2 (1:1) |
| 5. Juli 2025, 12:00 Uhr (18:00 Uhr MESZ) in Atlanta                         |   |                   |           |
| Paris Saint-Germain                                                         | – | FC Bayern München | 2:0 (0:0) |
| 5. Juli 2025, 16:00 Uhr (22:00 Uhr MESZ) in East Rutherford                 |   |                   |           |
| Real Madrid                                                                 | – | Borussia Dortmund | 3:2 (2:0) |

### Halbfinale
| 8. Juli 2025, 15:00 Uhr (21:00 Uhr MESZ) in East Rutherford |   |             |           |
| Fluminense Rio de Janeiro                                   | – | FC Chelsea  | 0:2 (0:1) |
| 9. Juli 2025, 15:00 Uhr (21:00 Uhr MESZ) in East Rutherford |   |             |           |
| Paris Saint-Germain                                         | – | Real Madrid | 4:0 (3:0) |

### Finale
| FC Chelsea                                                                   | FC Chelsea | Paris Saint-Germain | Paris Saint-Germain | Aufstellung                                      |
| ---------------------------------------------------------------------------- | --- | --- | ------------------- | ------------------------------------------------ |
| FC Chelsea                                                                   | \| Finale \| \| 13. Juli 2025 um 15:00 Uhr (21:00 MESZ) in East Rutherford (MetLife Stadium) \| \| Ergebnis: 3:0 (3:0) \| \| Zuschauer: 81.118 \| \| Schiedsrichter: Alireza Faghani ( Australien) \| \| Spielbericht \|                                                                      | \| Finale \| \| 13. Juli 2025 um 15:00 Uhr (21:00 MESZ) in East Rutherford (MetLife Stadium) \| \| Ergebnis: 3:0 (3:0) \| \| Zuschauer: 81.118 \| \| Schiedsrichter: Alireza Faghani ( Australien) \| \| Spielbericht \|                                                                      | Paris Saint-Germain | Aufstellung FC Chelsea gegen Paris Saint-Germain |
| FC Chelsea                                                                   | Robert Sánchez – Malo Gusto, Trevoh Chalobah, Levi Colwill, Marc Cucurella – Reece James (77. Kiernan Dewsbury-Hall), Moisés Caicedo, Cole Palmer, Enzo Fernández (61. Andrey Santos), Pedro Neto (77. Christopher Nkunku) – João Pedro (67. Liam Delap) Cheftrainer: Enzo Maresca ( Italien) | Gianluigi Donnarumma – Achraf Hakimi (73. Gonçalo Ramos), Marquinhos , Lucas Beraldo, Nuno Mendes – João Neves, Vitinha, Fabián (73. Warren Zaïre-Emery) – Désiré Doué (73. Senny Mayulu), Ousmane Dembélé, Chwitscha Kwarazchelia (58. Bradley Barcola) Cheftrainer: Luis Enrique ( Spanien) | Paris Saint-Germain | Aufstellung FC Chelsea gegen Paris Saint-Germain |
| FC Chelsea                                                                   | 1:0 Palmer (22.) 2:0 Palmer (30.) 3:0 Pedro (43.) | | Paris Saint-Germain | Aufstellung FC Chelsea gegen Paris Saint-Germain |
| FC Chelsea                                                                   | Neto (34.), Caicedo (36.), Gusto (40.), Colwill (81.) | Dembélé (87.), Mendes (90.+4') | Paris Saint-Germain | Aufstellung FC Chelsea gegen Paris Saint-Germain |
| FC Chelsea                                                                   | Neves (85.) | | Paris Saint-Germain | Aufstellung FC Chelsea gegen Paris Saint-Germain |
| FC Chelsea                                                                   | Spieler des Spiels: Cole Palmer (FC Chelsea) | | Paris Saint-Germain | Aufstellung FC Chelsea gegen Paris Saint-Germain |
| Finale                                                                       | | |                     |                                                  |
| 13. Juli 2025 um 15:00 Uhr (21:00 MESZ) in East Rutherford (MetLife Stadium) | | |                     |                                                  |
| Ergebnis: 3:0 (3:0)                                                          | | |                     |                                                  |
| Zuschauer: 81.118                                                            | | |                     |                                                  |
| Schiedsrichter: Alireza Faghani ( Australien)                                | | |                     |                                                  |
| Spielbericht                                                                 | | |                     |                                                  |

## Beste Torschützen
Nachfolgend sind die besten Torschützen des Turnieres mit drei oder mehr Toren aufgeführt. Bei gleicher Anzahl an Toren sind die Spieler zunächst nach der Anzahl der Vorlagen und anschließend nach den Spielminuten sortiert.
| Rang | Spieler          | Verein              | Tore | Vorlagen | Spielminuten |
| ---- | ---------------- | ------------------- | ---- | -------- | ------------ |
| 01   | Gonzalo García   | Real Madrid         | 4    | 1        | 450          |
| 02   | Ángel Di María   | Benfica Lissabon    | 4    | 0        | 373          |
| 03   | Serhou Guirassy  | Borussia Dortmund   | 4    | 0        | 437          |
| 04   | Marcos Leonardo  | al-Hilal            | 4    | 0        | 469          |
| 05   | Michael Olise    | FC Bayern München   | 3    | 2        | 360          |
| 06   | Cole Palmer      | FC Chelsea          | 3    | 2        | 556          |
| 07   | Phil Foden       | Manchester City     | 3    | 1        | 148          |
| 08   | Kenan Yıldız     | Juventus Turin      | 3    | 1        | 250          |
| 09   | Erling Haaland   | Manchester City     | 3    | 1        | 256          |
| 10   | Harry Kane       | FC Bayern München   | 3    | 1        | 375          |
| 11   | Fabián           | Paris Saint-Germain | 3    | 1        | 387          |
| 11   | Jamal Musiala    | FC Bayern München   | 3    | 0        | 117          |
| 12   | João Pedro       | FC Chelsea          | 3    | 0        | 163          |
| 13   | Wessam Abou Ali  | al Ahly SC          | 3    | 0        | 198          |
| 14   | Germán Berterame | CF Monterrey        | 3    | 0        | 315          |
| 15   | Pedro Neto       | FC Chelsea          | 3    | 0        | 455          |

## Auszeichnungen
Neben den bisherigen Auszeichnungen für die besten Spieler und die fairste Mannschaft wurden diesmal erstmals auch Preise für den besten Torhüter, den besten jungen Spieler und, nach der Premiere 2000, auch wieder für den besten Torschützen vergeben.

### Adidas Goldener Ball (Bester Spieler)
Der Goldene Ball für den besten Spieler des Turniers ging an den Engländer Cole Palmer vom Sieger FC Chelsea. Der Silberne Ball wurde an den Portugiesen Vitinha vom Finalgegner Paris Saint-Germain vergeben. Den Bronzenen Ball erhielt der Ecuadorianer Moisés Caicedo ebenfalls vom FC Chelsea.

### Adidas Goldener Handschuh (Bester Torhüter)
Die Auszeichnung für den besten Torhüter des Turniers erhielt Robert Sánchez vom Sieger FC Chelsea.

### Bank of America-Award (Bester Torschütze)
Die Auszeichnung Bank of America-Award (Bester Torschütze) erhielt der Spanier Gonzalo García von Real Madrid mit vier Turniertoren aufgrund der höheren Anzahl an Torvorlagen (eine) gegenüber drei weiteren Spielern mit ebenfalls vier Toren, aber ohne Torvorlagen.

### Panini-Award (FIFA Bester Junger Spieler)
Die Auszeichnung Panini-Award (FIFA Bester Junger Spieler) erhielt der Franzose Désiré Doué vom Finalgegner Paris Saint-Germain.

### FIFA-Fair-Play-Award
Den Fair-Play-Preis für sportlich korrektes Auftreten auf und außerhalb des Rasens konnte sich der FC Bayern München sichern.

## Schiedsrichter
Am 14. April 2025 gab die FIFA das Unparteiischenaufgebot für den Wettbewerb bekannt. Neben 29 Gespannen, jeweils bestehend aus einem Hauptschiedsrichter und zwei Schiedsrichterassistenten, kamen fünf Schiedsrichter, die ausschließlich als Vierte Offizielle eingeplant waren, sowie 24 Video-Assistenten bei den Spielen der Klub-WM zum Einsatz.
Erstmals wurden alle Hauptschiedsrichter mit Body-Cams ausgerüstet. Die Bilder sollten sowohl für die Fernsehproduktion als auch zu Coachingzwecken verwendet werden.
| Kontinentalverband | Schiedsrichter     | Schiedsrichterassistenten               | Videoschiedsrichter |
| ------------------ | ------------------ | --------------------------------------- | --- |
| AFC                | Alireza Faghani    | Anton Shchetinin Ashley Beecham         | Shaun Evans Fu Ming Khamis al-Marri Obaid Khadim Mohammed |
| AFC                | Salman Falahi      | Ramzan al-Naemi Majid al-Shammari       | Shaun Evans Fu Ming Khamis al-Marri Obaid Khadim Mohammed |
| AFC                | Ilgiz Tantashev    | Andrey Sapenko Timur Gaynullin          | Shaun Evans Fu Ming Khamis al-Marri Obaid Khadim Mohammed |
| CAF                | Mustapha Ghorbal   | Mokrane Gourari Abbes Zerhouni          | Mahmoud Ashour Hamza El-Fariq |
| CAF                | Dahane Beida       | Jerson Dos Santos Stephen Yiembe        | Mahmoud Ashour Hamza El-Fariq |
| CAF                | Issa Sy            | Djibril Camara Nouha Bangoura           | Mahmoud Ashour Hamza El-Fariq |
| CONCACAF           | Iván Barton        | David Morán Antonio Pupiro              | Erick Miranda Guillermo Pacheco Tatiana Guzmán Armando Villarreal                                                                                                  |
| CONCACAF           | Said Martínez      | Walter López Christian Ramírez          | Erick Miranda Guillermo Pacheco Tatiana Guzmán Armando Villarreal                                                                                                  |
| CONCACAF           | Drew Fischer       | Micheal Barwegen Lyes Arfa              | Erick Miranda Guillermo Pacheco Tatiana Guzmán Armando Villarreal                                                                                                  |
| CONCACAF           | César Arturo Ramos | Alberto Morín Marco Bisguerra           | Erick Miranda Guillermo Pacheco Tatiana Guzmán Armando Villarreal                                                                                                  |
| CONCACAF           | Tori Penso         | Kathryn Nesbitt Brooke Mayo             | Erick Miranda Guillermo Pacheco Tatiana Guzmán Armando Villarreal                                                                                                  |
| CONMEBOL           | Yael Falcón        | Maximiliano Del Yesso Facundo Rodríguez | Hernán Mastrángelo Juan Lara Nicolás Gallo Leodán González Juan Soto                                                                                               |
| CONMEBOL           | Facundo Tello      | Juan Belatti Gabriel Chade              | Hernán Mastrángelo Juan Lara Nicolás Gallo Leodán González Juan Soto                                                                                               |
| CONMEBOL           | Ramon Abatti       | Rafael Alves Danilo Manis               | Hernán Mastrángelo Juan Lara Nicolás Gallo Leodán González Juan Soto                                                                                               |
| CONMEBOL           | Wilton Sampaio     | Bruno Boschilia Bruno Pires             | Hernán Mastrángelo Juan Lara Nicolás Gallo Leodán González Juan Soto                                                                                               |
| CONMEBOL           | Cristián Garay     | José Retamal Miguel Rocha               | Hernán Mastrángelo Juan Lara Nicolás Gallo Leodán González Juan Soto                                                                                               |
| CONMEBOL           | Juan Benítez       | Eduardo Cardozo Milicíades Saldívar     | Hernán Mastrángelo Juan Lara Nicolás Gallo Leodán González Juan Soto                                                                                               |
| CONMEBOL           | Jesús Valenzuela   | Jorge Urrego Tulio Moreno               | Hernán Mastrángelo Juan Lara Nicolás Gallo Leodán González Juan Soto                                                                                               |
| UEFA               | Felix Zwayer       | Robert Kempter Christian Dietz          | Bram Van Driessche Bastian Dankert Jérôme Brisard Marco di Bello Ivan Bebek Rob Dieperink Tomasz Kwiatkowski Carlos del Cerro Grande Alejandro Hernández Hernández |
| UEFA               | Anthony Taylor     | Gary Beswick Adam Nunn                  | Bram Van Driessche Bastian Dankert Jérôme Brisard Marco di Bello Ivan Bebek Rob Dieperink Tomasz Kwiatkowski Carlos del Cerro Grande Alejandro Hernández Hernández |
| UEFA               | Michael Oliver     | Stuart Burt James Mainwaring            | Bram Van Driessche Bastian Dankert Jérôme Brisard Marco di Bello Ivan Bebek Rob Dieperink Tomasz Kwiatkowski Carlos del Cerro Grande Alejandro Hernández Hernández |
| UEFA               | François Letexier  | Cyril Mugnier Mehdi Rahmouni            | Bram Van Driessche Bastian Dankert Jérôme Brisard Marco di Bello Ivan Bebek Rob Dieperink Tomasz Kwiatkowski Carlos del Cerro Grande Alejandro Hernández Hernández |
| UEFA               | Clément Turpin     | Nicolas Danos Benjamin Pagès            | Bram Van Driessche Bastian Dankert Jérôme Brisard Marco di Bello Ivan Bebek Rob Dieperink Tomasz Kwiatkowski Carlos del Cerro Grande Alejandro Hernández Hernández |
| UEFA               | Danny Makkelie     | Jan de Vries Hessel Steegstra           | Bram Van Driessche Bastian Dankert Jérôme Brisard Marco di Bello Ivan Bebek Rob Dieperink Tomasz Kwiatkowski Carlos del Cerro Grande Alejandro Hernández Hernández |
| UEFA               | Espen Eskås        | Jan Erik Engan Isaak Bashevkin          | Bram Van Driessche Bastian Dankert Jérôme Brisard Marco di Bello Ivan Bebek Rob Dieperink Tomasz Kwiatkowski Carlos del Cerro Grande Alejandro Hernández Hernández |
| UEFA               | Szymon Marciniak   | Tomasz Listkiewicz Adam Kupsik          | Bram Van Driessche Bastian Dankert Jérôme Brisard Marco di Bello Ivan Bebek Rob Dieperink Tomasz Kwiatkowski Carlos del Cerro Grande Alejandro Hernández Hernández |
| UEFA               | István Kovács      | Mihai Marica Ferencz Tunyogi            | Bram Van Driessche Bastian Dankert Jérôme Brisard Marco di Bello Ivan Bebek Rob Dieperink Tomasz Kwiatkowski Carlos del Cerro Grande Alejandro Hernández Hernández |
| UEFA               | Glenn Nyberg       | Mahbod Beigi Andreas Söderkvist         | Bram Van Driessche Bastian Dankert Jérôme Brisard Marco di Bello Ivan Bebek Rob Dieperink Tomasz Kwiatkowski Carlos del Cerro Grande Alejandro Hernández Hernández |
| UEFA               | Slavko Vinčić      | Tomaž Klančnik Andraž Kovačič           | Bram Van Driessche Bastian Dankert Jérôme Brisard Marco di Bello Ivan Bebek Rob Dieperink Tomasz Kwiatkowski Carlos del Cerro Grande Alejandro Hernández Hernández |

Unterstützungsschiedsrichter:
- Ma Ning
- Omar al-Ali
- Jean-Jacques Ndala
- Mutaz Ibrahim
- Gustavo Tejera
- Campbell-Kirk Kawana-Waugh

## Übertragung und Berichterstattung
Der Streamingdienst DAZN war exklusiver Übertragungspartner und übertrug weltweit alle Partien der Klub-WM 2025. Alle Spiele wurden kostenlos angeboten. Dazu war ein DAZN-Account, aber kein kostenpflichtiges Abonnement notwendig. Für die Rechte zahlte der Streamingdienst Medienberichten zufolge eine Milliarde US-Dollar (circa 875 Millionen Euro).
Für den deutschen Markt hatte ProSiebenSat.1 Media zusätzliche Sublizenzen erworben. Alle Spiele mit deutscher Beteiligung wurden bei Sat.1 (Free-TV) und Joyn (Streaming) kostenlos übertragen. Nach dem vorzeitigen Ausscheiden der beiden deutschen Vertreter wurde eine Partie jeder Runde inklusive das Finale übertragen.

## Startgelder und Prämien
Als Antrittsprämie wurden von der FIFA 525 Millionen US-Dollar (ca. 460 Mio. Euro) ausgeschüttet. Diese verteilten sich ungleichmäßig auf die Teilnehmer:
- 3,5 Mio. $ (ca. 3 Mio. €) an den ozeanischen Vertreter
- 9,5 Mio. $ (ca. 8,3 Mio. €) für die Vereine aus Asien, Afrika sowie Nord- und Mittelamerika
- 12,8 bis 38,2 Mio. $ (ca. 11,2 bis 33,4 Mio. €) für die Vertreter aus Südamerika und Europa.[15]

Weitere 475 Mio. $ (ca. 416 Mio. €) wurden als leistungsbezogene Prämien ausgezahlt. Für den Titelgewinn waren es 40 Mio. $ (ca. 35 Mio. €). Als Maximalbetrag inklusive Siegprämien für Gruppenphase und K.-o.-Runden waren 87,625 Mio. $ (ca. 76,7 Mio. €) möglich.
Das meiste Geld aus beiden Töpfen ging an den FC Chelsea mit 114,6 Mio. $ (98 Mio. €), PSG erhielt 106,9 Mio. $ (91,5 Mio. €) vor Real Madrid mit 82,5 Mio. $ (70,6 Mio. €). Finanziell an fünfter und sechster Stelle lagen der FC Bayern mit 58,2 Mio. $ (49,8 35 Mio. €) und Borussia Dortmund mit 52,3 Mio. $ (44,8 Mio. €). Als geringsten Betrag bekam der Auckland City FC 4,6 Millionen Dollar (ca. 4 Mio. €).

## Zahlen und Fakten
- Zum Auftakt in der Gruppe C gelang dem FC Bayern München gegen Auckland City FC mit einem 10:0 der höchste Sieg in der Geschichte der Klub-WM.[17]